# 古町駅
古町駅（こまちえき）は、愛媛県松山市平和通6丁目にある伊予鉄道の駅である。
高浜線および当駅を起点とする城北線・大手町線が乗り入れる。駅番号は高浜線がIY08、大手町線・城北線が07。市内電車（松山市内線）は1、2号線が使用する。
当駅は三津駅・衣山駅と共に高浜線の交通結節点に指定されている主要駅であり、緊急時の区間運転では、折り返し駅となる。また、ダイヤ混乱時は、当駅と松山市駅での抑止を基本とした運転整理が行われる。

## 歴史
三津駅・松山市駅とともに四国最初の鉄道駅の一つであり、夏目漱石の小説「坊っちゃん」にも名前が登場する。

### 年表
- 1888年（明治21年）10月28日：萱町六丁目付近に三津口駅として開業[2][3]。
- 1889年（明治22年）7月20日：古町駅に改称[2]。
- 1900年（明治33年）：道後鉄道が伊予鉄道に合併され、同社の道後線（現：城北線）となる。
- 1903年（明治36年）：現在の位置に移転[2]。
- 1931年（昭和6年） 5月1日：駅舎と高浜線ホームを結ぶ地下道の供用を開始[2]。
- 1945年（昭和20年）7月26日：松山大空襲により初代駅舎焼失[2]。
- 1949年（昭和24年）12月28日：2代目駅舎が竣工[2]。
- 1967年（昭和42年）：軌道線の集札業務を廃止。
- 1977年（昭和52年）7月18日：伊予鉄古町ビル（3代目駅舎）新築竣工[2]。
- 2005年（平成17年）3月22日：バリアフリー化工事完成。地下道廃止。

## 駅構造
軌道線・鉄道線が同一構内にあり、構内で斜めに平面交差する構造になっている。4面5線。
- 古町車両工場（車両基地）を併設しており、市内電車と郊外電車の車庫と工場、検修場があり、列車はここで整備を受ける。また、夜間滞泊でも使用される。
- かつて地下道があったが、バリアフリー化のため、各ホームへ構内踏切を渡って行ける構造となっている。
- 構内には、廃車された坊っちゃん列車の客車（1911年製・ハ31形）が保管されている。
- 軌道線の運賃収受は車内で行い、鉄道線の切符では乗車できない。

### のりば
| 番線     | 路線    | 行先                     | 備考           |
| -------- | ------- | ------------------------ | -------------- |
| 市内電車 |         |                          |                |
| 1        | ■2号線  | JR松山駅前・松山市方面   |                |
| 2        | ■1号線  | 木屋町・赤十字病院前方面 |                |
| 郊外電車 |         |                          |                |
| 3        | ■高浜線 | 松山市方面               |                |
| 4        | ■高浜線 | 衣山・三津・高浜方面     |                |
| 5        | ■高浜線 | 衣山・三津・高浜方面     | 平日朝のみ使用 |

### ギャラリー

#### 駅舎・待合所

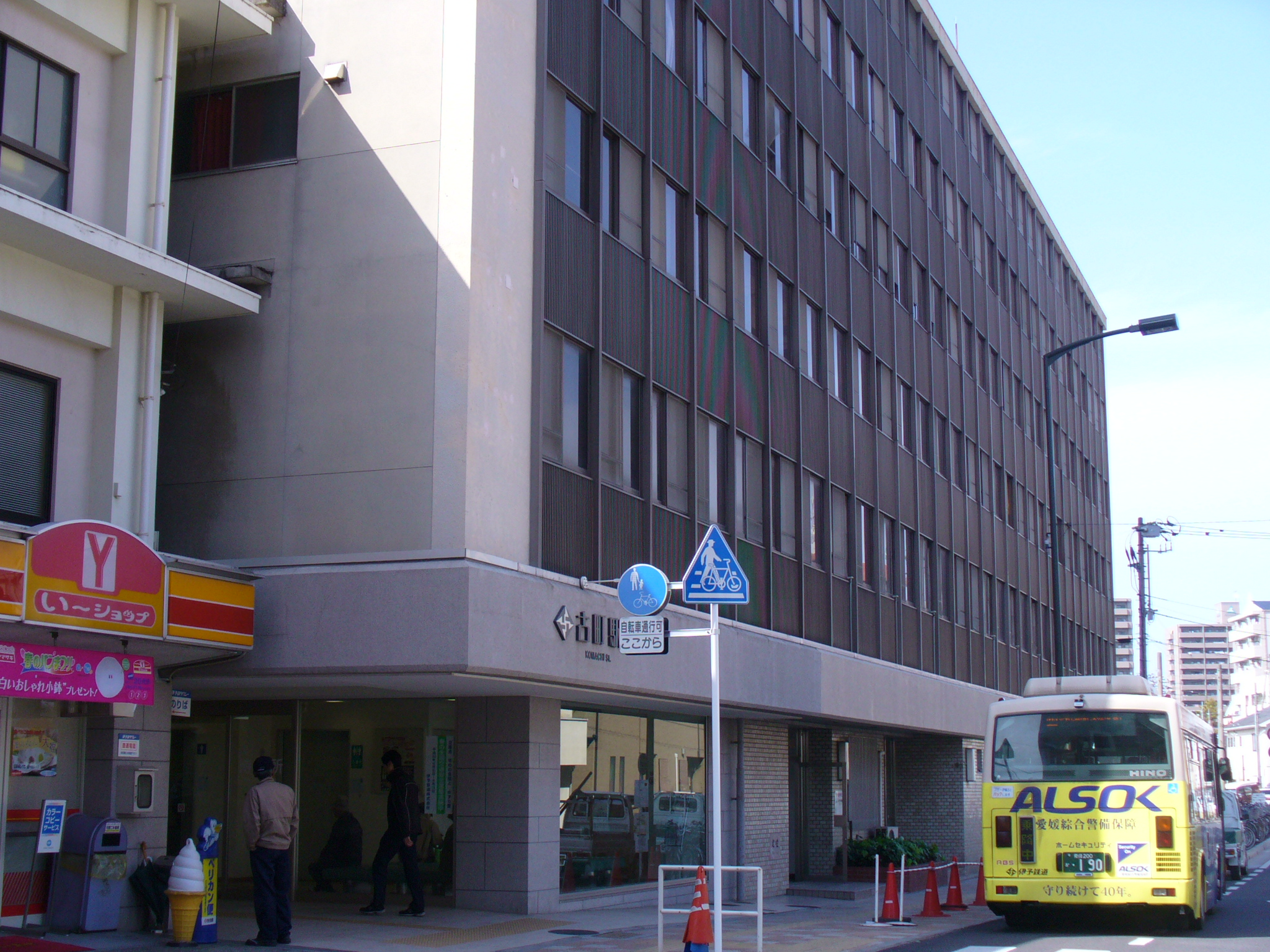
古町駅ビル
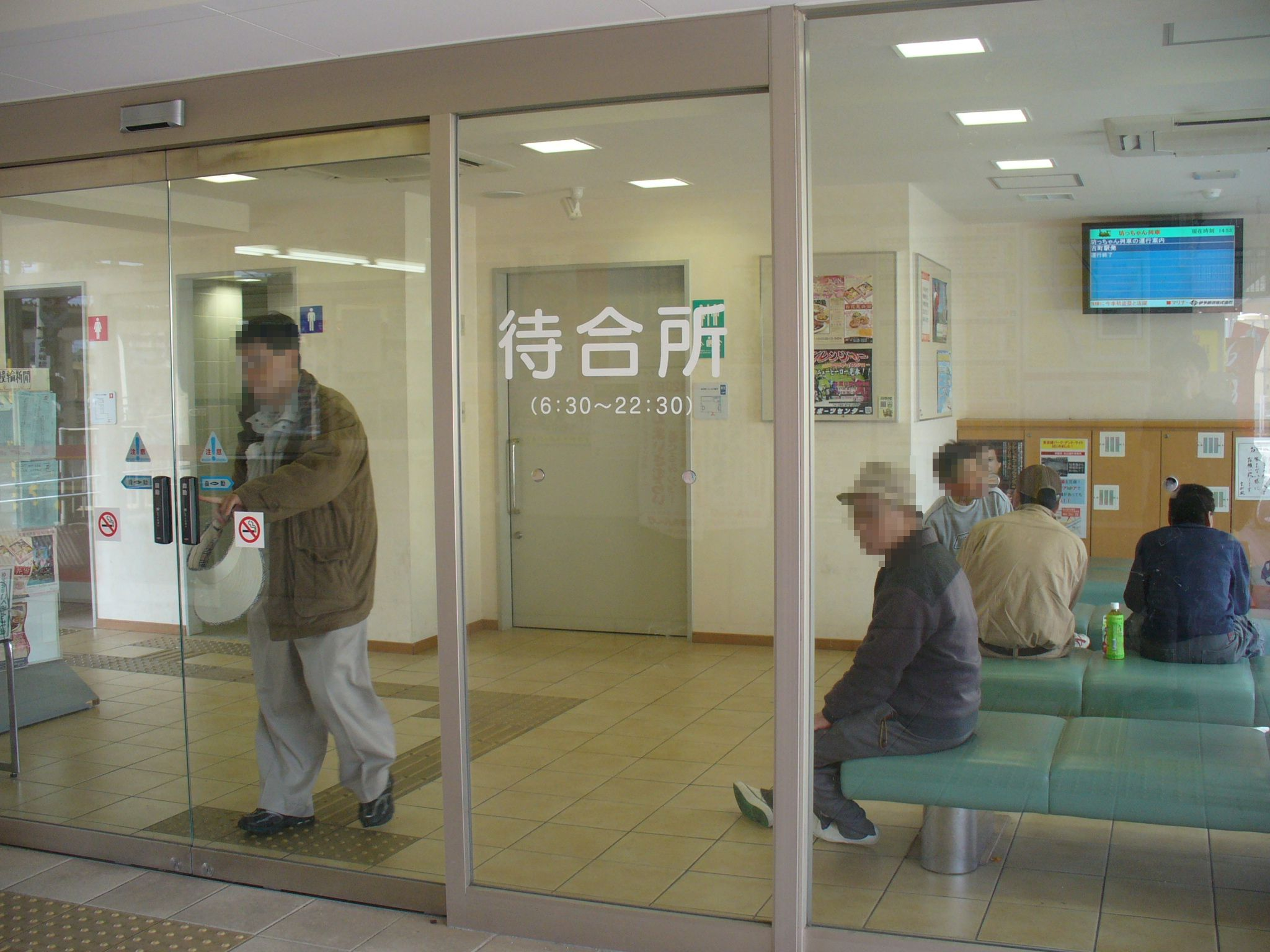
待合所

#### ホーム

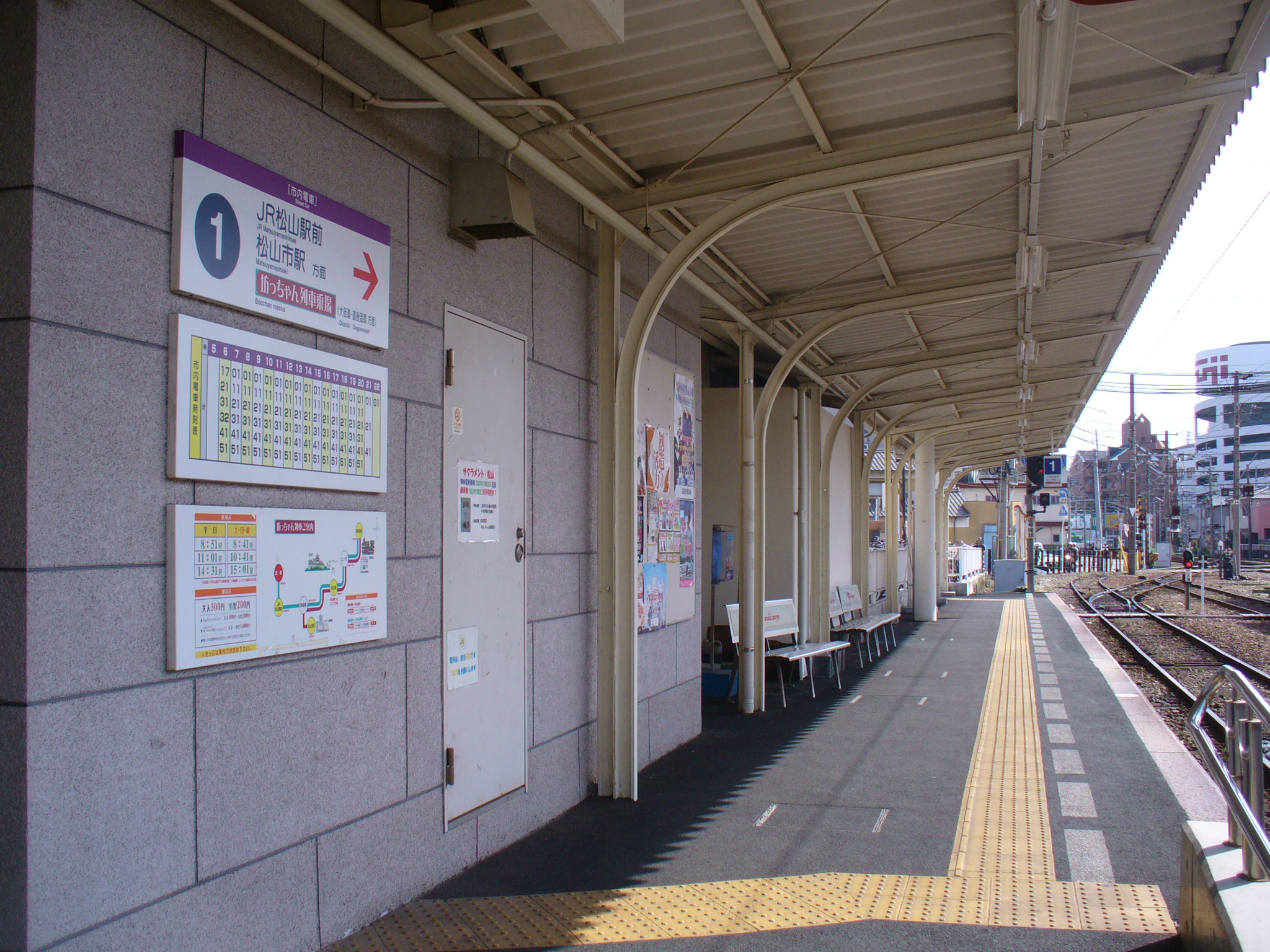
1番線(JR松山駅前・松山市駅方面)
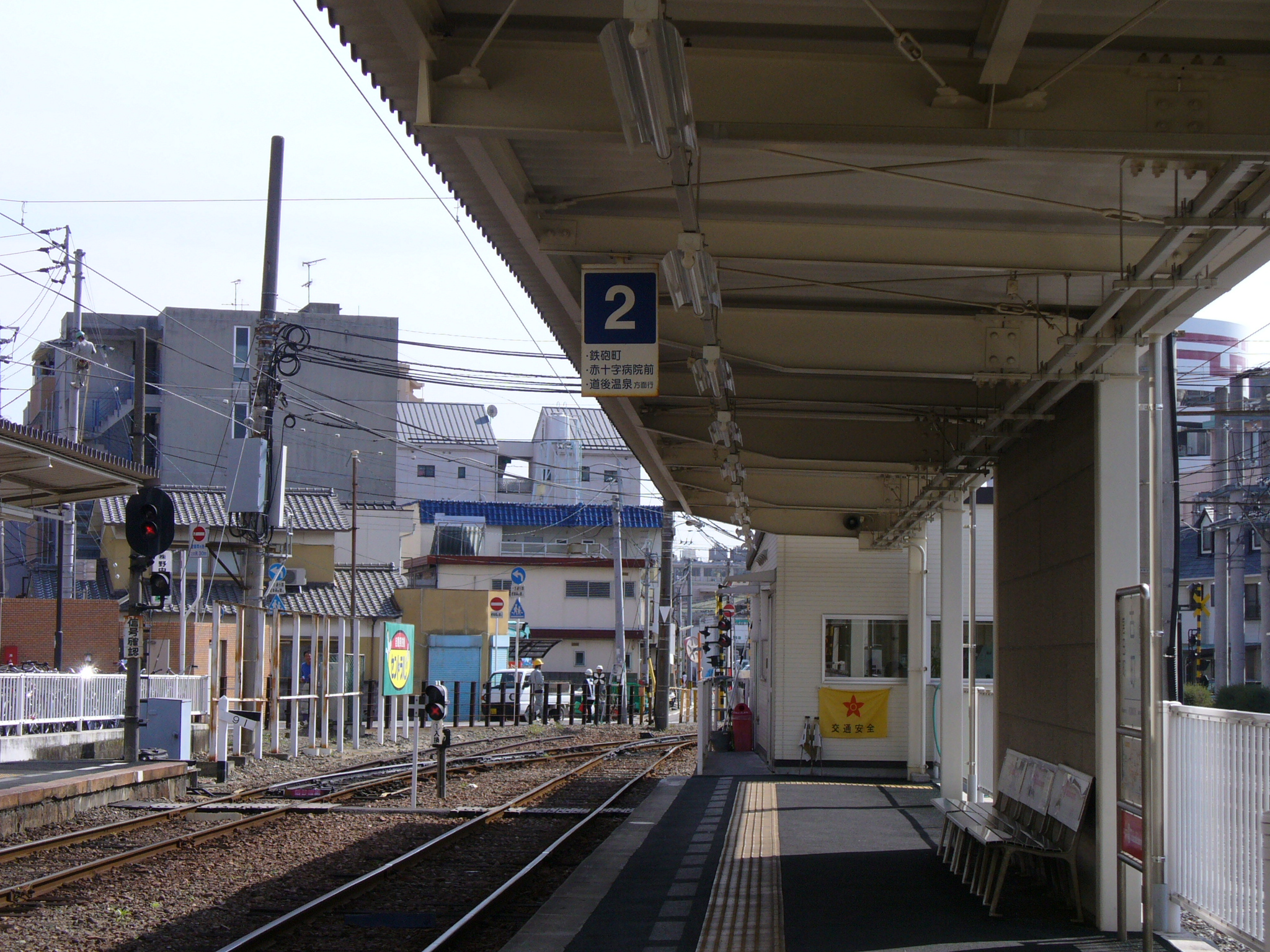
2番線(木屋町・鉄砲町方面)
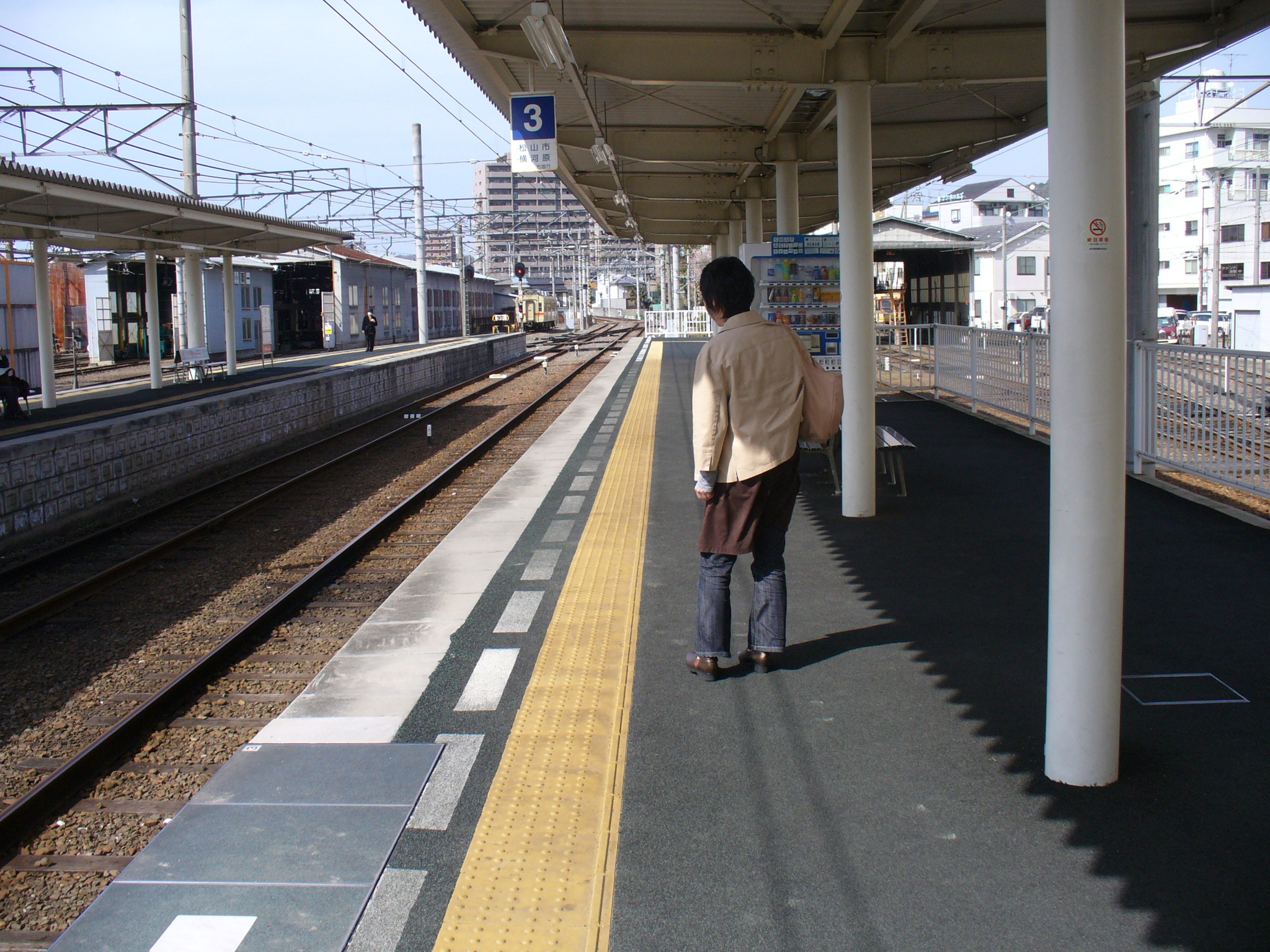
3番線(松山市方面)
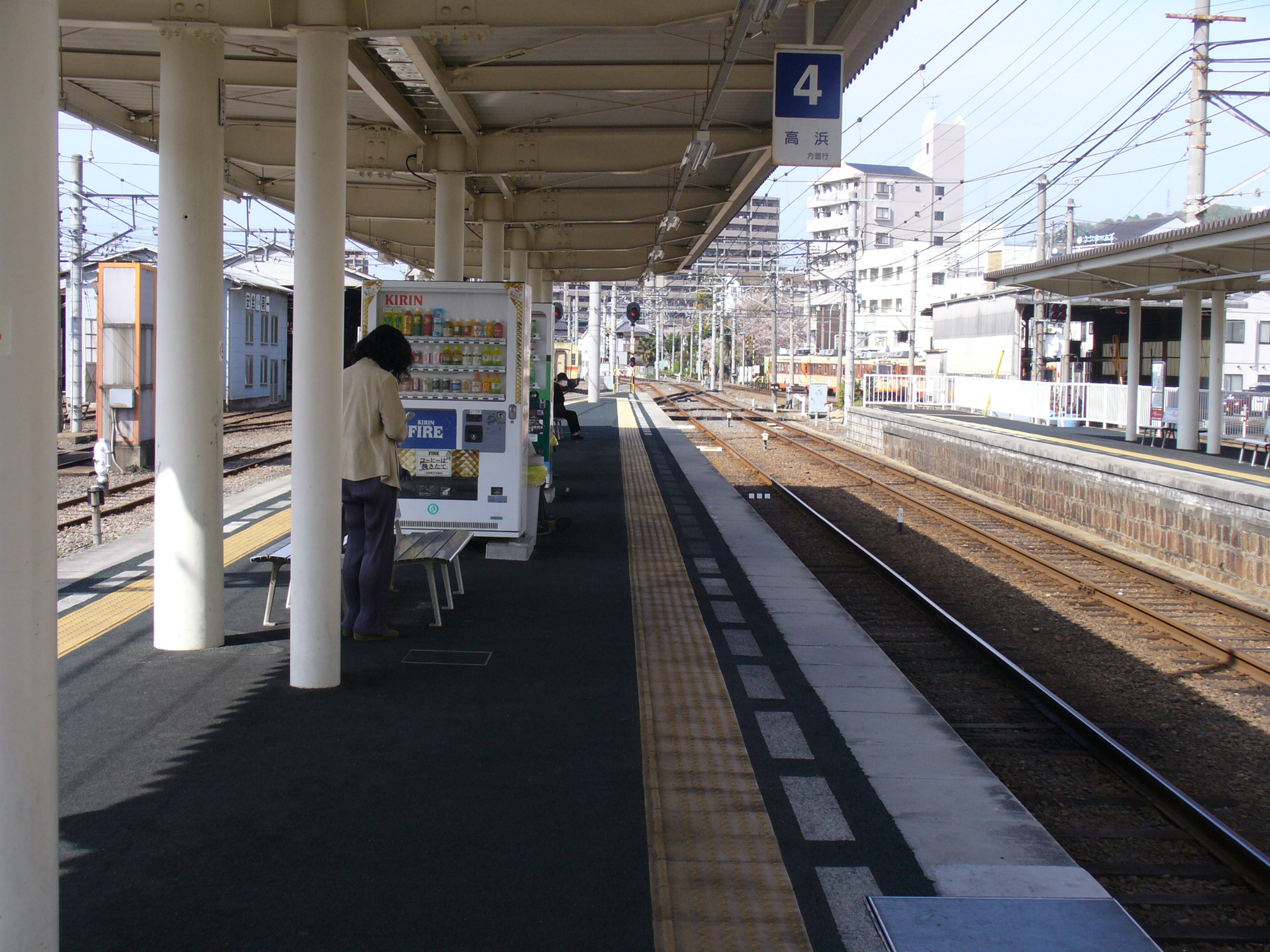
4番線(衣山・三津・高浜方面)
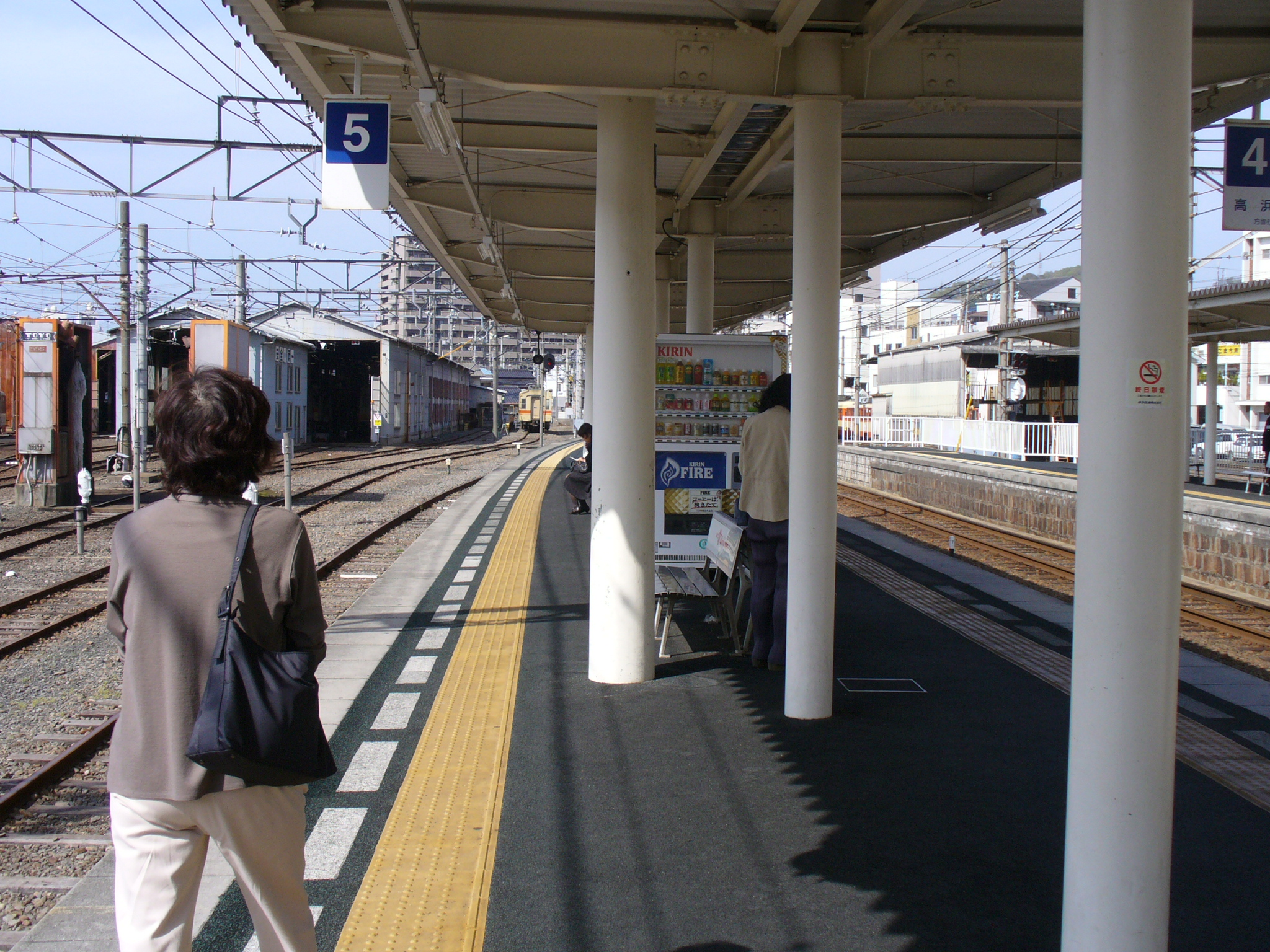
5番線(衣山・三津・高浜方面)
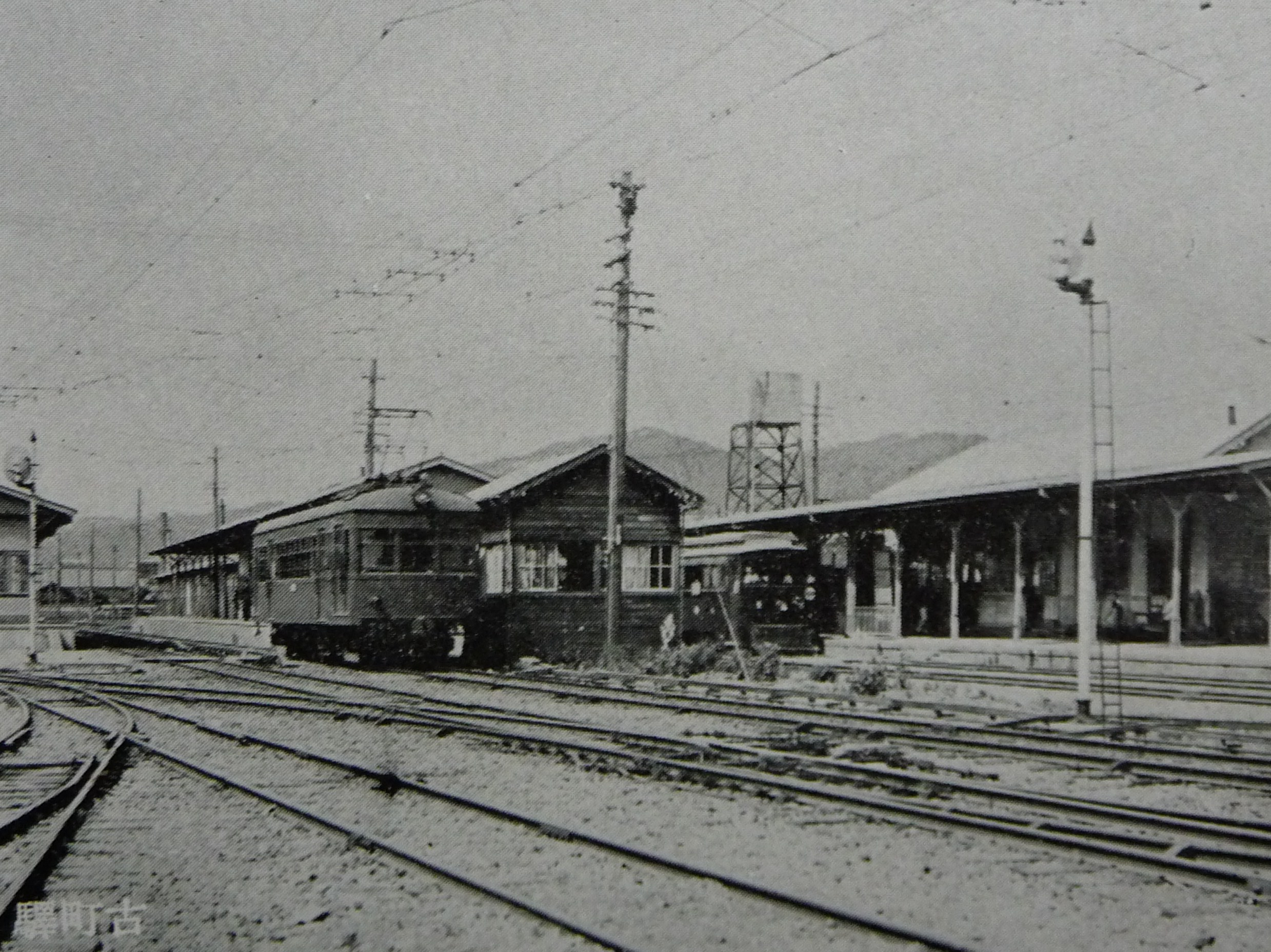
1930年頃の古町駅構内

#### 線路

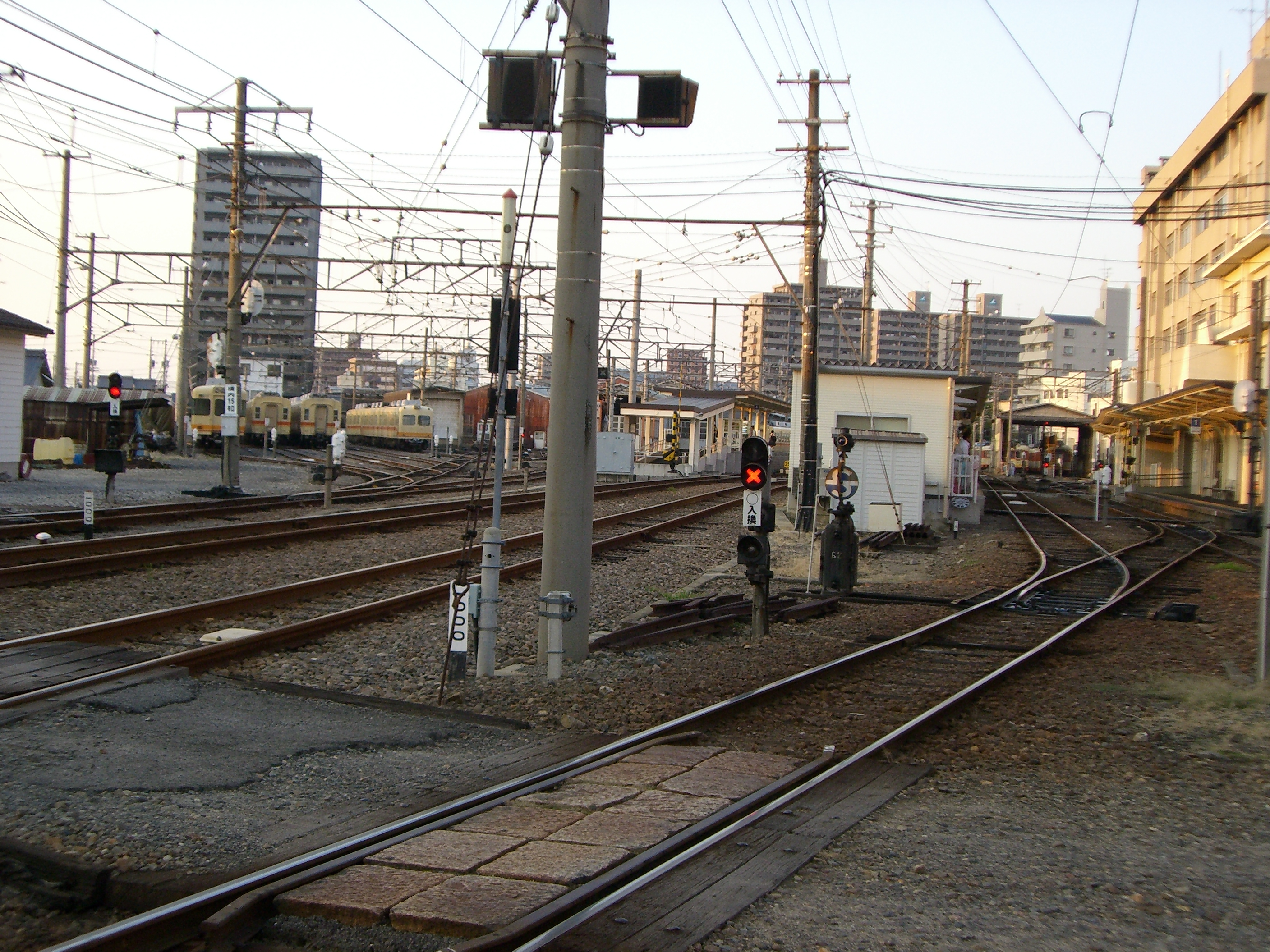
車両基地が併設される古町駅
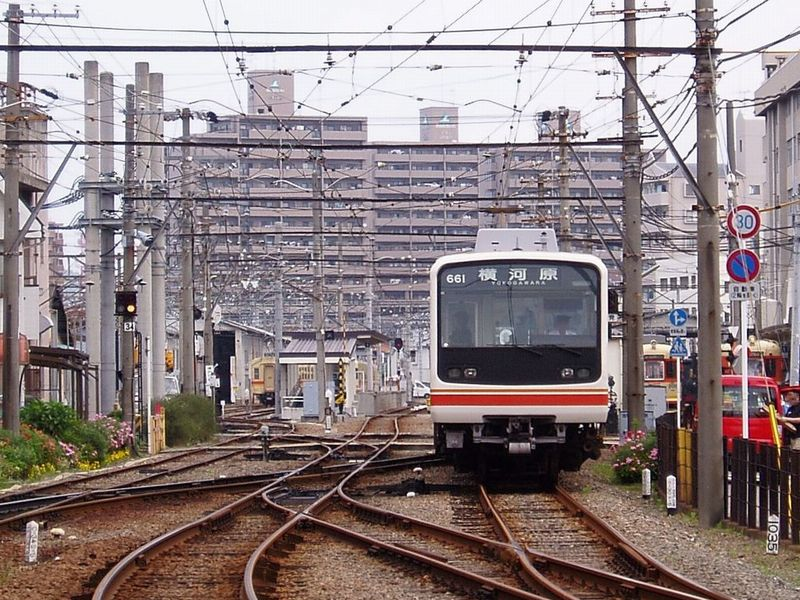
構内を走行する鉄道線
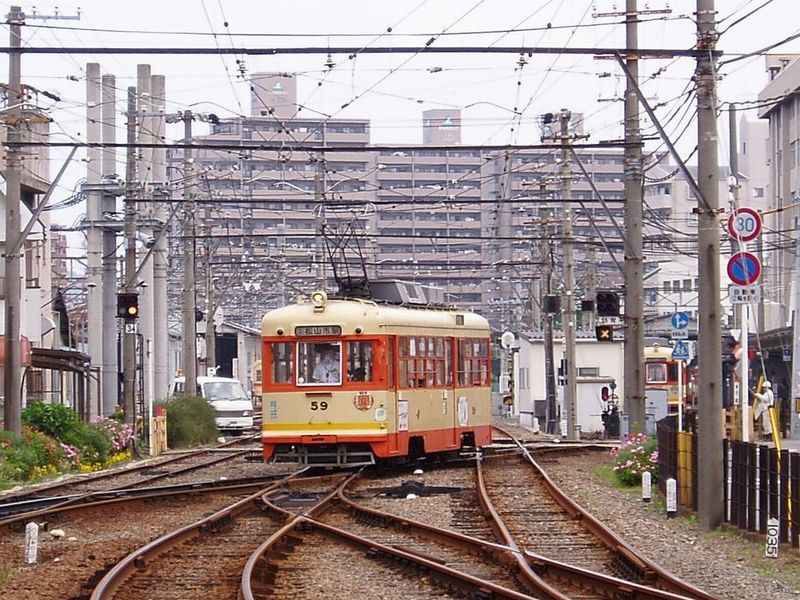
構内を走行する軌道線（斜めに横切る）

## 利用可能な鉄道路線
- 伊予鉄道
  - 高浜線（郊外電車）
  - 城北線（市内電車）
  - 大手町線（市内電車）[5]

市内電車は■1号線・■2号線が当駅を使用する。松山市駅へは、高浜線、大手町線どちらでも行けるが、高浜線の方が所要時間が短い。本数は高浜線が日中毎時4本、大手町線経由が毎時5本。

## 駅周辺
松山市中心部の外れに位置しており、マンションやオフィスビルが林立している。萱町商店街やフジグラン松山などの商業施設にも程近い。
- フジグラン松山SC　鉄道線では最寄り駅だが、最も近いのは宮田町停留場である。
- 萱町商店街
- 四国総合通信局
- 松山市立味酒小学校
- 阿沼美神社
- 出雲大社松山分祠
- 大林寺
- 大法寺
- 日本基督教団松山教会
- 庚申庵（英語版）

## 隣の駅
伊予鉄道
■高浜線
衣山駅 (IY07) - 古町駅 (IY08) - 大手町駅 (IY09)
城北線
古町駅 (07) - 萱町六丁目停留場 (08)
大手町線
古町駅 (07) - 宮田町停留場 (06)